# Gutierreziinae
 Gutierreziinae  G.L.Nesom, 2020 è una sottotribù di piante angiosperme dicotiledoni della famiglia delle Asteraceae (sottofamiglia Asteroideae e tribù Astereae/clade  North American lineage).

## Etimologia
Il nome della sottotribù deriva da suo genere tipo Gutierrezia Lag. ed è stato dato in onore del nobile spagnolo del XIX secolo Pedro Gutierrez de Salceda, botanico e farmacista presso il Giardino Botanico Reale di Madrid.
Il nome scientifico della sottotribù è stato definito dal botanico Guy L. Nesom (1945-) nella pubblicazione " Phytoneuron. Digital Publications in Plant Biology" ( Phytoneuron 2020-53: 13) del 2020.

## Descrizione

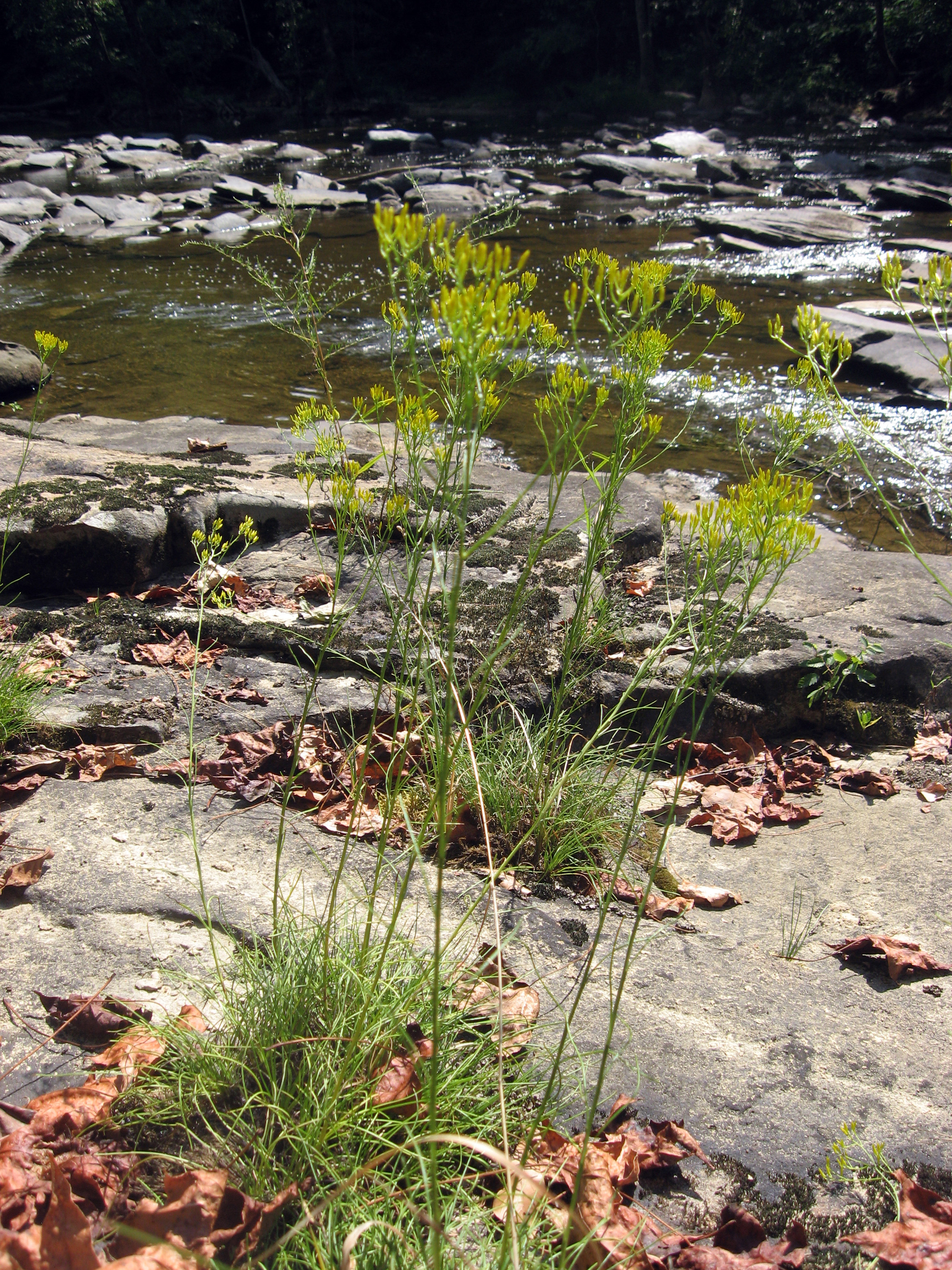
Il portamento
Bigelowia nuttallii

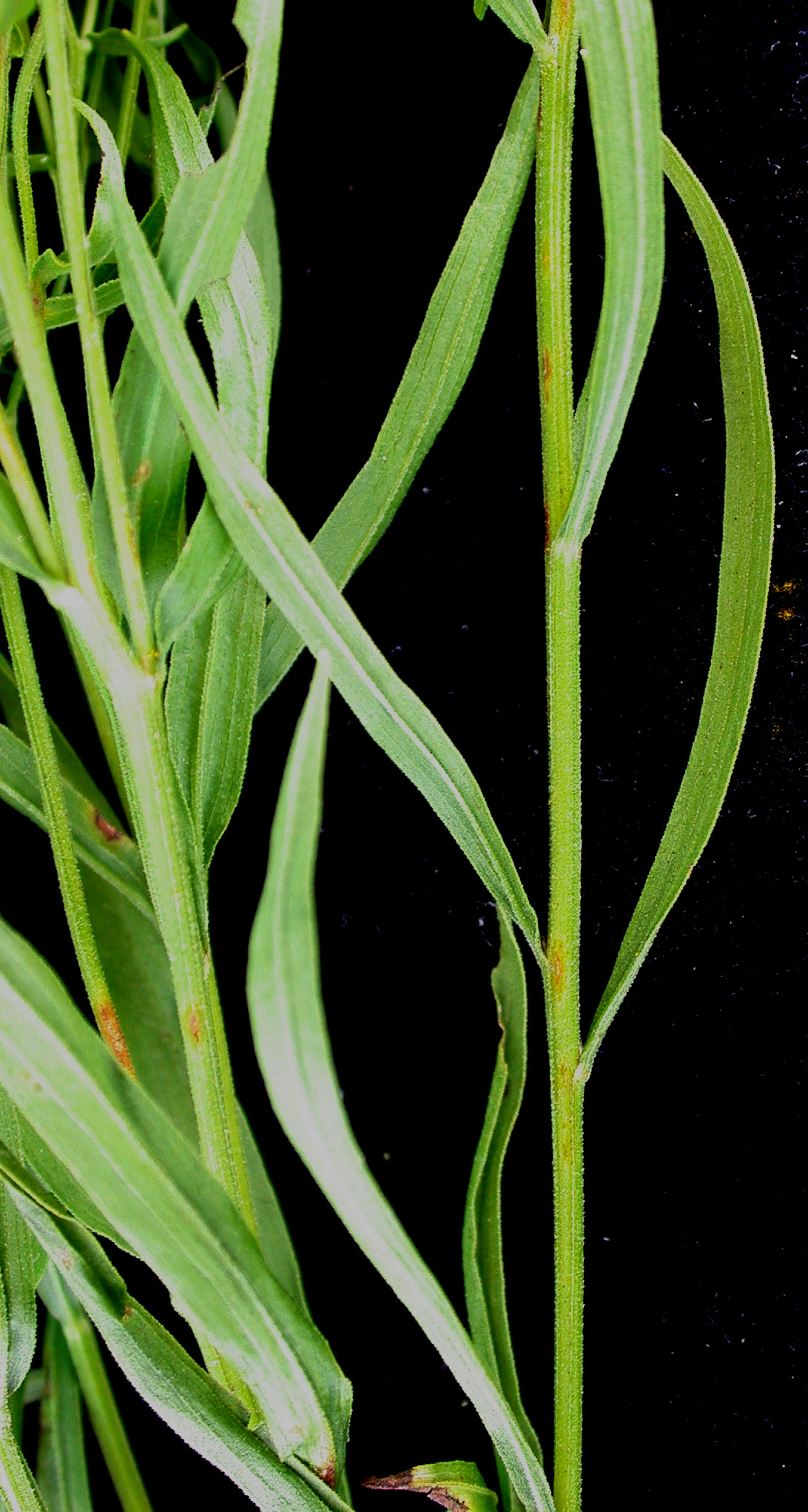
Le foglie
Euthamia graminifolia

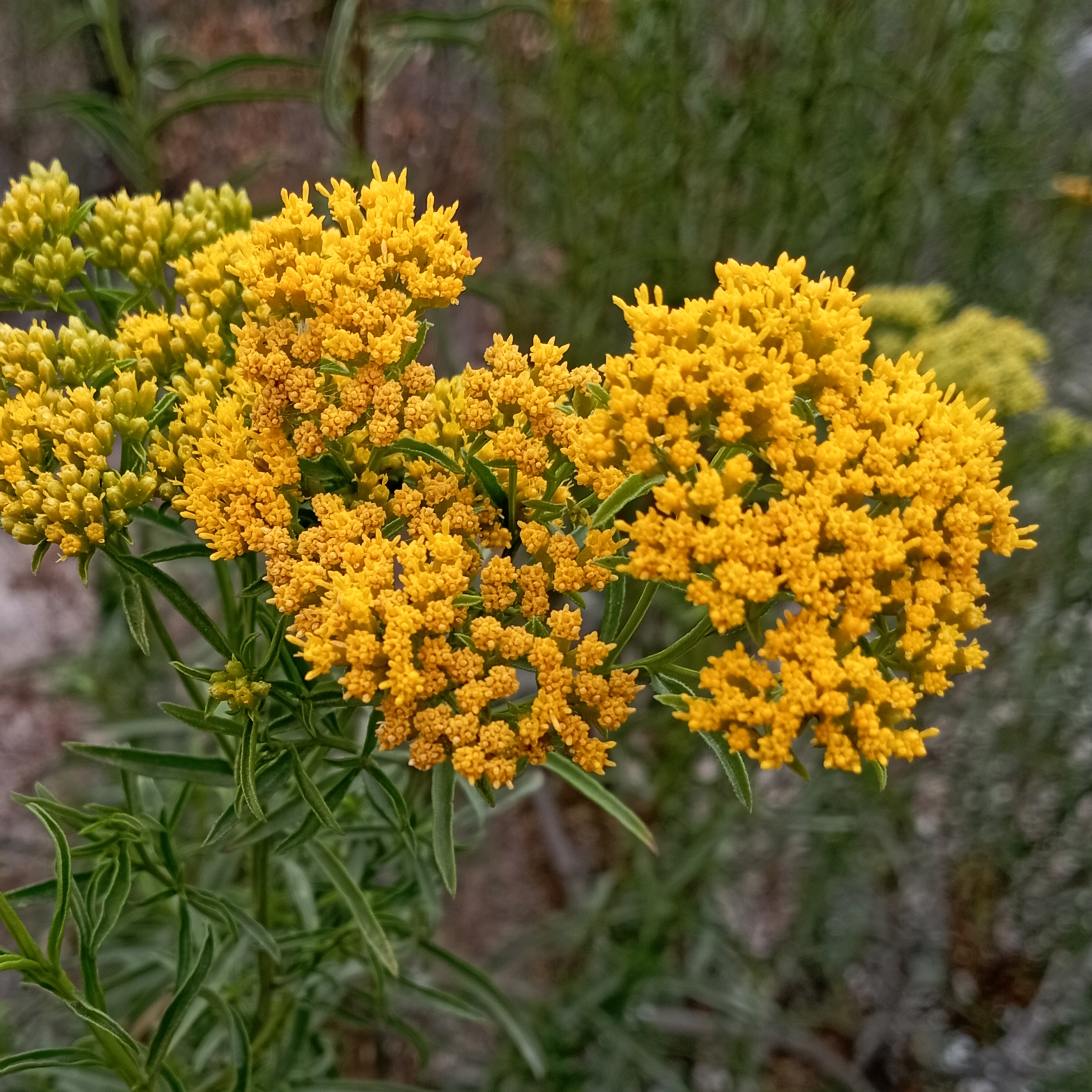
Infiorescenza
Gymnosperma glutinosum

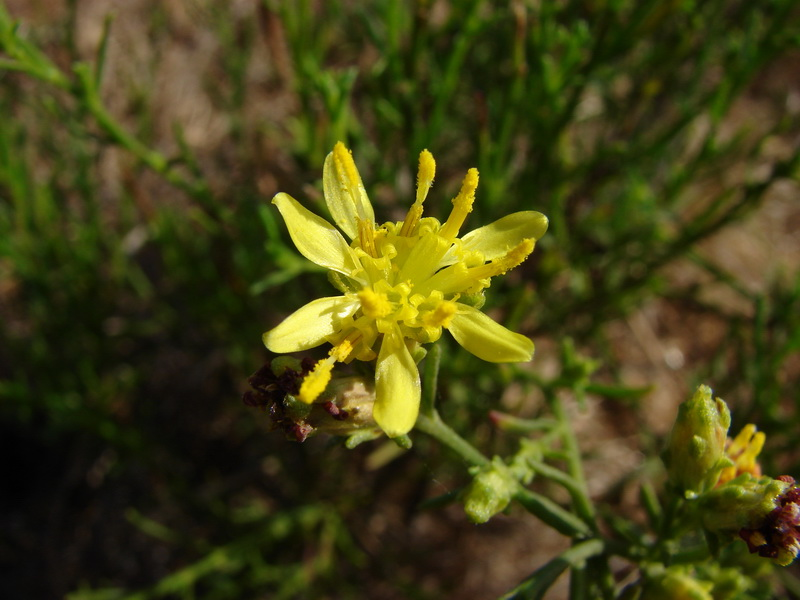
I fiori
Gutierrezia resinosa

Portamento. Le specie di questo gruppo hanno un habitus di tipo erbaceo annuale o perenne, anche arbustivo.
Fusto. La parte aerea in genere è eretta, semplice o ramosa. 
Foglie. Le foglie in genere sono disposte in modo alternato, per lo più sessili. La lamina è semplice e in genere lineare con 1 o 3 - 5 nervature parallele. Sulla superficie possono essere presenti dei punti ghiandolari.
Infiorescenza. Le sinflorescenze sono sia scapose (capolini solitari) che composte da diversi capolini raccolti in formazioni più o meno corimbose. Le infiorescenze vere e proprie sono composte da un capolino terminale peduncolato di tipo radiato o disciforme. I capolini sono formati da un involucro, con forme da cilindriche a campanulate, composto da diverse brattee, al cui interno un ricettacolo fa da base ai fiori di due tipi: fiori del raggio e fiori del disco (massimo 50 fiori). Le brattee, piatte e a consistenza erbacea (sono coriacee nella parte basale), sono disposte in modo più o meno embricato su più serie. Il ricettacolo in genere è nudo ossia senza pagliette a protezione della base dei fiori; la forma è piatta o da convessa a conica.
Fiori.  I fiori sono tetra-ciclici (formati cioè da 4 verticilli: calice – corolla – androceo – gineceo) e pentameri (calice e corolla formati da 5 elementi). Si distinguono in:
- fiori del raggio (esterni): sono femminili; la forma è ligulata (zigomorfa);
- fiori del disco (centrali): sono più numerosi con forme brevemente tubulose (attinomorfe); sono ermafroditi.

- Formula fiorale:

*/x K {\displaystyle \infty }, [C (5), A (5)], G 2 (infero), achenio
- Calice: i sepali del calice sono ridotti ad una coroncina di squame.

- Corolla:

- fiori del raggio: la forma della corolla alla base è più o meno tubulosa, mentre all'apice è ligulata; la ligula può terminare con alcuni denti; il colore è giallo (raramente bianchi);
- fiori del disco: la forma è tubulare-imbutiforme bruscamente divaricata in 5 lobi; i lobi, patenti o eretti, hanno una forma deltata o più o meno lanceolata; il colore è giallo.

- Androceo: l'androceo è formato da 5 stami sorretti da filamenti generalmente liberi; gli stami sono connati e formano un manicotto circondante lo stilo con inserzione nella giunzione tra il tubo della corolla e il lembo; le teche (produttrici del polline) alla base sono troncate e sono lievemente auricolate (molto raramente sono speronate o hanno una coda); le appendici apicali delle antere hanno delle forme piatte e lanceolate; il tessuto endoteciale (rivestimento interno dell'antera) è quasi sempre polarizzato (con due superfici distinte: una verso l'esterno e una verso l'interno). Il polline è sferico con un diametro medio di circa 25 micron;  è tricolporato (con tre aperture sia di tipo a fessura che tipo isodiametrica o poro) ed è echinato (con punte sporgenti).[9][11]

- Gineceo: l'ovario è infero uniloculare formato da 2 carpelli.[5] Lo stilo (il recettore del polline) è profondamente bifido (con due stigmi divergenti) e con le linee stigmatiche marginali separate.[12] I due bracci dello stilo hanno una forma da lanceolata a deltoide e possono essere papillosi o ricoperti da ciuffi di peli.

Frutti. I frutti sono degli acheni con pappo ridotto. Gli acheni, con forme affusolate spiraleggianti, sono lateralmente compressi con 4 - 10 nervature; la superficie varia da scarsamente a densamente strigosa o ghiandolare. Il pappo è assente o con poche setole o scaglie.

## Biologia
Impollinazione: l'impollinazione avviene tramite insetti (impollinazione entomogama tramite farfalle diurne e notturne).

Riproduzione: la fecondazione avviene fondamentalmente tramite l'impollinazione dei fiori (vedi sopra).

Dispersione: i semi (gli acheni) cadendo a terra sono successivamente dispersi soprattutto da insetti tipo formiche (disseminazione mirmecoria). In questo tipo di piante avviene anche un altro tipo di dispersione: zoocoria. Infatti gli uncini delle brattee dell'involucro (se presenti) si agganciano ai peli degli animali di passaggio disperdendo così anche su lunghe distanze i semi della pianta. Inoltre per merito del pappo il vento può trasportare i semi anche a distanza di alcuni chilometri (disseminazione anemocora).

## Distribuzione e habitat
Le specie di questa sottotribù sono distribuite in America del Nord.

## Sistematica
La famiglia di appartenenza di questa voce (Asteraceae o Compositae, nomen conservandum) probabilmente originaria del Sud America, è la più numerosa del mondo vegetale, comprende oltre 23.000 specie distribuite su 1.535 generi, oppure 22.750 specie e 1.530 generi secondo altre fonti (una delle checklist più aggiornata elenca fino a 1.679 generi). La famiglia attualmente (2021) è divisa in 16 sottofamiglie; la sottofamiglia Asteroideae è una di queste e rappresenta l'evoluzione più recente di tutta la famiglia.

### Filogenesi
Il gruppo di questa voce è descritto nella tribù Astereae, una delle 21 tribù della sottofamiglia Asteroideae). Da un punto di vista filogenetico, la tribù Astereae fa parte del supergruppo (o sottofamiglia) "Asteroideae grade"; l'altro è il supergruppo "Non-Asteroideae" contenente il resto delle sottofamiglie delle Asteraceae. All'interno del supergruppo è vicina alle tribù Senecioneae, Calenduleae, Gnaphalieae e Anthemideae.
I caratteri più notevoli della tribù Astereae sono: la base delle antere sono prive di code e non sono calcarate (speronate); le linee stigmatiche dei bracci dello stilo sono totalmente separate; i due bracci dello stilo hanno una forma breve o allungata da lanceolata a deltoide e possono essere papillosi o ricoperti da ciuffi di peli (all'esterno, mentre all'interno sono glabri). La distribuzione della maggior parte delle specie di questo gruppo è nelle regioni temperate nord e sud.
In base alle ultime ricerche nella tribù sono stati individuati (provvisoriamente) 5 principali lignaggi:
- Basal grade: include alcuni generi isolati, il gruppo "South American-Oceania",  alcune sottotribù africane e il gruppo dei generi legnosi del Madagascar.
- Bellis lineage: comprende le sottotribù eurasiatiche e una sottotribù africana.
- Aster lineage: include i generi asiatici di Asterinae e i principali gruppi dell'Australia e dell'Oceania.
- Baccharis lineage: include alcuni gruppi sudamericani.
- North American lineage: include la vasta gamma di sottotribù del Nordamerica, Messico e alcuni gruppi distribuiti nel Sudamerica.

La sottotribù di questa voce è inclusa nel lignaggio "North American lineage". I generi di questo gruppo in trattazioni precedenti erano collocati nel clade denominato Gutierrezia  della sottotribù Solidagininae. Il clade (e quindi la sottotibù) è caratterizzato da specie con acheni a forma spiraleggiante e brattee dell'involucro coriacee nella parte inferiore. Attualmente la sottotribù, nell'ambito del clade "North American lineage", si trova, da un punto di vista filogenetico, in una posizione centrale tra le sottotribù Conyzinae e Boltoniinae.
Il cladogramma a lato tratto da uno studio citato e semplificato visualizza la posizione filogenetica di alcuni generi della sottotribù. 
|  | Euthamia                                               |
|  |                                                        |
|  | Gutierrezia                                            |
|  |                                                        |
|  | Gymnosperma                                            |
|  |                                                        |
|  | Amphiachyris                                           |
|  |                                                        |
|  | \| \| Bigelowia \| \| \| \| \| \| Thurovia \| \| \| \| |
|  |                                                        |
|  | Bigelowia                                              |
|  |                                                        |
|  | Thurovia                                               |
|  |                                                        |

|  | Bigelowia |
|  |           |
|  | Thurovia  |
|  |           |

|  | Euthamia                                               |
|  |                                                        |
|  | Gutierrezia                                            |
|  |                                                        |
|  | Gymnosperma                                            |
|  |                                                        |
|  | Amphiachyris                                           |
|  |                                                        |
|  | \| \| Bigelowia \| \| \| \| \| \| Thurovia \| \| \| \| |
|  |                                                        |
|  | Bigelowia                                              |
|  |                                                        |
|  | Thurovia                                               |
|  |                                                        |

|  | Bigelowia |
|  |           |
|  | Thurovia  |
|  |           |

I caratteri distintivi delle specie di questa sottotribù sono:
- le foglie sono per lo più lineari e con nervature parallele;
- le brattee involucrali sono coriacee nella parte basale;
- l'inserzione dei filamenti delle antere è nella giunzione tra il tubo della corolla e il lembo;
- il pappo spesso è assente e gli acheni sono spiraleggianti.

### Composizione della sottotribù
La sottotribù Gutierreziinae comprende 9 generi e 66 specie.
| Genere                                | N. specie                                                                | Distribuzione                                         | Caratteri più significativi | Numeri cromosomici | Fiori |
| ------------------------------------- | ------------------------------------------------------------------------ | ----------------------------------------------------- | --- | ------------------ | ----- |
| Amphiachyris (DC.) Nutt., 1840        | 2                                                                        | Nord America sud-orientale.                           | L'habitus delle piante è di tipo erbaceo o bassi sub-arbusti. - I fiori del raggio eccedono di molto l'involucro. - I fiori del disco sono funzionalmente maschili. - Il pappo dei fiori del disco è formato da 5 – 8 scaglie a forma lineare-spatolata e connate alla base.    | 2n = 8 o 10        |       |
| Aquilula G.L.Nesom, 2018              | Una specie: Aquilula riskindii (B.L.Turner & G.Langford) G.L.Nesom, 2018 | Messico                                               | Le foglie sono piatte con forme da strettamente obovate a spatolate. - I capolini sono solitari. - Le corolle sono debolmente zigomorfe. - La superficie degli acheni è strigosa.                                                                                               | 2n = 18            |       |
| Bigelowia DC., 1836                   | 3                                                                        | U.S.A. meridionali.                                   | Le foglie basali sono persistenti, quelle cauline sono ridotte. - I capolini sono del tipo discoide (i fiori del raggio sono assenti). - Le brattee dell'involucro sono disposte in ranghi verticali.                                                                           | 2n = 18            |       |
| Euthamia (Nutt.) Cass., 1825          | 13                                                                       | Nord America                                          | Le foglie sono solamente cauline. - I capolini sono del tipo radiato con 15 - 25 fiori del raggio. - Le brattee dell'involucro non sono disposte in ranghi verticali. | 2n = 18            |       |
| Gundlachia A.Gary, 1881               | 5                                                                        | Texas, Messico, Cuba (e isole limitrofe) e Venezuela  | Le superfici delle foglie sono ricoperte da punti resinosi. - I fiori del raggio (a volte assenti) sono bianchi. - Gli acheni hanno 5 nervature longitudinali. | 2n = 18            |       |
| Gutierrezia Lag., 1816                | 35                                                                       | Nuovo Mondo (zone temperate dal Canada all'Argentina) | I capolino sono terminali. - I fiori del raggio sono presenti e quelli del disco in genere sono più di 3. - Il pappo è formato da scaglie disposte su 1 - 2 serie. | 2n = 8             |       |
| Gymnosperma Less., 1832               | Una specie: Gymnosperma glutinosum Less., 1832                           | U.S.A. e Messico                                      | L'habitus delle piante è di tipo arbustivo. - I fiori del raggio eccedono l'involucro di poco. - Il numero cromosomico è 2n=8 o 16. | 2n = 8 o 16        |       |
| Medranoa Urbatsch & R.P.Roberts, 2004 | 5                                                                        | Texas e Messico                                       | Le sinflorescenze sono di tipo corimboso. - Gli steli sono minutamente papillato-scabri. - Le brattee dell'involucro sono poco scalate. | 2n = 18            |       |
| Thurovia Rose, 1895                   | Una specie: Thurovia triflora <smal>Rose, 1895                           | Texas                                                 | Le infiorescenze si compongono di capolini disposti in posizione ascellare. - I fiori del raggio sono assenti. - I fiori del disco sono tre. - Il pappo è formato da scaglie dotate di robuste punte, lunghe quanto la corolla del rispettivo fiore e sono disposte su 2 serie. | 2n = 10            |       |

### Chiave per i generi
Per meglio comprendere ed individuare i vari generi della sottotribù l'elenco seguente utilizza il sistema delle chiavi analitiche.
- Primo gruppo: il pappo è assente o formato da una breve coroncina di piccole scaglie; il numero cromosomico è 2n=10 (oppure 8, oppure 16);

- 1A: l'habitus delle piante è di tipo arbustivo; i fiori del raggio eccedono l'involucro di poco; il numero cromosomico è 2n=8 o 16;

genere Gymnosperma
- 1B: l'habitus delle piante è di tipo erbaceo o bassi sub-arbusti; i fiori del raggio eccedono di molto l'involucro; il numero cromosomico è 2n=10;

- 2A: i fiori del disco sono funzionalmente maschili; il pappo dei fiori del disco è formato da 5 – 8 scaglie a forma lineare-spatolata e connate alla base;

genere Amphiachyris
- 2B: i fiori del disco sono ermafroditi; il pappo dei fiori del disco è assente o è composto da una bassa corona o da un anello di scaglie forma lanceolata;

- 3A: le infiorescenze si compongono di capolini terminali; i fiori del raggio sono presenti; i fiori del disco sono più di tre; il pappo è formato da scaglie rigide disposte in 1 – 2 serie o è più ridotto in altre specie;

genere Gutierrezia
- 3B: le infiorescenze si compongono di capolini disposti in posizione ascellare; i fiori del raggio sono assenti; i fiori del disco sono tre con un pappo formato da scaglie dotate di robuste punte, lunghe quanto la corolla del rispettivo fiore e sono disposte su 2 serie;

genere Thurovia
- Secondo gruppo: l'habitus delle piante è di tipo arbustivo; il pappo è composto da scaglie; il numero cromosomico è 2n=18;

- 1A: le foglie sono di tipo irto ma non sono resinose; i rami sono densamente fogliati con foglie acicolari (aghiformi, appuntite e rigide) in gruppi ascellari; non sono presenti i fiori del raggio;

genere Medranoa (ex. genere Chihuahuana)
- 1B: le foglie non sono irte e resinose, ma terminano con una punta; non sono presenti gruppi di foglie ascellari; i fiori del raggio possono essere presenti oppure no;

- 2A: le piante sono degli arbusti simili alle ginestre con molti rami eretti e fortemente rigidi; le foglie sono a disposizione ampia e a portamento eretto;

genere Medranoa (ex. genere Xylovirgata)
- 2B: l'habitus di queste piante è di tipo arbustivo con molti rami ascendenti ma non sono simili alle ginestre; i rami sono affusolati e lisci o debolmente increspati; le foglie sono persistenti e inoltre sono disposte uniformemente e piuttosto vicine le une alle altre;

- 3A: le foglie sono involute (arrotolate in su) e appaiono affusolate; i capolini sono privi dei fiori del raggio o con 1 - 3 fiori soltanto;

genere Gundlachia
- 3B: le foglie hanno una lamina stretta e piatta; i fiori del raggio sono da 5 a 15 per capolino;

- 4A: le brattee dell'involucro sono disposte in modo debolmente scalare; le infiorescenze sono di tipo corimboso; i rami hanno la superficie minutamente papillato-scabrosa;

genere Medranoa ("core" del genere)
- 4B: : le brattee dell'involucro sono disposte in modo fortemente scalare; le infiorescenze sono liberamente tirsiformi; i rami sono glabri;

genere Medranoa (ex. genere Neonesomia)
- Terzo gruppo: l'habitus delle piante è di tipo erbaceo o sub-arbustivo; il pappo è composto da setole finemente barbate o (se si tratta di arbusti) da scaglie; il numero cromosomico è 2n=18;

- 1A: le foglie basali sono persistenti, quelle cauline sono progressivamente ridotte; i capolini contengono solamente i fiori del disco (quelli del raggio sono assenti); le brattee dell'involucro sono disposte in ranghi verticali;

genere Bigelowia
- 1B: le foglie sono tutte cauline; i capolini sono formati dai fiori del raggio (da 15 a 25); le brattee dell'involucro non sono disposte in ranghi verticali;

genere Euthamia

### Specie della flora italiana
Sul territorio italiano è presente la specie, esotica naturalizzata, Euthamia graminifolia  (L.) Nutt. (nome comune: verga d'oro). L'altezza massima della pianta è di 3 - 15 dm; il ciclo biologico è perenne; la forma biologica è emicriptofita rizomatosa (H rhiz); il tipo corologico è Canada e USA; l'habitat tipico sono gli ambienti umidi nella brughiera; in Italia è una specie rara e si trova in Piemonte fino ad una quota di 250 m s.l.m..